# Dan Jansen
Dan Jansen (n. 17 iunie 1965, West Allis⁠(d), Wisconsin, SUA) este un patinator de viteză ce a reprezentat Statele Unite ale Americii, medaliat olimpic. A participat la 4 ediții ale Jocurilor Olimpice (1984, 1988, 1992, 1994) în care a câștigat o medalie de aur.